# Vibe (Album)
Vibe ist das 13. Soloalbum des deutschen Rappers Fler. Es erschien am 2. September 2016 über sein eigenes Label Maskulin Music Group. Bereits am 26. August 2016 wurde es bei Apple Music veröffentlicht.

## Hintergrund
Nachdem Fler 2015 mit Keiner kommt klar mit mir und Weil die Straße nicht vergisst zwei Alben sowie seine erste Best-Of-Kompilation Der Staat gegen Patrick Decker veröffentlicht hatte und im Anschluss zeitweise sein Karriereende in Aussicht gestellt hatte, kündigte Fler Ende des Jahres für 2016 die Veröffentlichung eines weiteren Solo-Albums mit dem Titel Carlo Escobar an. Dessen Veröffentlichungsdatum wurde im Februar 2016 auf den 27. Mai 2016 festgesetzt. Im April 2016 gab Fler bekannt, dass die Veröffentlichung Carlo Escobar auf den 2. September 2016 verschoben werden würde und kündigte später an, dass am ursprünglich angestrebten Termin stattdessen seine, bis dahin nicht angekündigte, EP Bewährung vorbei erscheinen würde.
Zuvor hatten bereits die Rapper Farid Bang sowie Bonez MC und Gzuz für den 27. Mai 2016 ebenfalls die Veröffentlichung ihrer jeweiligen Alben Blut bzw. High & hungrig 2 angekündigt, woraufhin die Deutschrap-Online-Medien über einen bevorstehenden Wettkampf der genregleichen Künstler um die Chartspitze in der Veröffentlichungswoche berichtet hatten. Fler gab darauf in einem Interview mit der Website Hiphop.de an, dass er bereits im Februar 2016 gemerkt habe, das angestrebte Veröffentlichungsdatum nicht einhalten zu können, da er, insbesondere auf das Drängen des Rappers Shindy, angestrebt habe ein möglichst gutes Album aufzunehmen und dieser Prozess mehr Zeit als geplant in Anspruch nehmen würde. Später nannte Fler als Grund für die Verschiebung zudem Schwierigkeiten bei der Produktion der Schallplatten-Version. Am 25. Mai 2016 gab Fler zudem via Twitter bekannt, dass der Albumtitel zu Vibe geändert werden würde. Laut Fler habe sich in der Zwischenzeit musikalisch so viel geändert, dass die Titeländerung nötig wurde.

## Veröffentlichung
Am 10. Februar 2016 erschien ein Musikvideo zum Lied Unterwegs, das wenig später als erste Single des Albums zum Download veröffentlicht wurde. Der Song Infrared erschien am 23. Februar, gefolgt von der zweiten Single Lifestyle der Armen und Gefährlichen, die am 25. März 2016 ausgekoppelt wurde. Am 29. Juli wurde die dritte Single Junge aus der City veröffentlicht und am 12. August 2016 folgte der Track Du hast den schönsten Arsch der Welt, der Platz 93 der deutschen Charts erreichte. Außerdem erschien am 17. Oktober 2016 ein Video zum Track Bewaffnet & Ready.
Das Album selbst erschien am 2. September 2016 auf digitalen Vertriebswegen, auf CD, als Doppel-Vinyl sowie als Boxset.

## Covergestaltung
Das Albumcover zeigt Fler, der eine Bomberjacke der Marke Alpha Industries sowie eine Basecap trägt und den Blick nach unten richtet. Im Hintergrund sind verwischte Graffiti zu erkennen. In der Mitte des Bildes steht der weiße Schriftzug Vibe.

## Produktion und Gastbeiträge
Das Album wurde zum Großteil von den Musikproduzenten Iad Aslan und Nico Chiara produziert. Lediglich die Instrumentals zu den Liedern Mercedesstern und Unterwegs stammen von den Produzenten C-Wash bzw. Oster.
Auf fünf Liedern des Albums sind neben Fler auch andere Künstler vertreten. So hat der bei Maskulin unter Vertrag stehenden Rapper Jalil Gastauftritte in den Songs Bündel sowie Bewaffnet & Ready. Auf Unterwegs ist der Rapper Sentino zu hören, während der Rapper Laas Unltd. beim Track Famebitch in Erscheinung tritt. Der Titel Attitude ist eine Kollaboration mit den Rappern Bushido und Shindy.

## Titelliste
| #  | Titel                                | Gastmusiker        | Produzenten                   | Länge |
| -- | ------------------------------------ | ------------------ | ----------------------------- | ----- |
| 1  | Vibe                                 |                    | Iad Aslan, Nico Chiara        | 3:01  |
| 2  | Junge aus der City                   |                    | Iad Aslan, Nico Chiara        | 3:36  |
| 3  | C.R.E.A.M                            |                    | Iad Aslan, Nico Chiara        | 2:51  |
| 4  | Lifestyle der Armen und Gefährlichen |                    | Iad Aslan, Nico Chiara        | 3:43  |
| 5  | Episch                               |                    | Iad Aslan, Nico Chiara        | 3:06  |
| 6  | Attitude                             | Bushido und Shindy | Iad Aslan, Nico Chiara        | 3:15  |
| 7  | Hätte nie gedacht                    |                    | Iad Aslan, Nico Chiara        | 3:43  |
| 8  | Bündel                               | Jalil              | Iad Aslan, Nico Chiara        | 3:14  |
| 9  | Famebitch                            | Laas Unltd.        | Iad Aslan, Nico Chiara        | 2:57  |
| 10 | Bewaffnet & Ready                    | Jalil              | Iad Aslan, Nico Chiara        | 3:27  |
| 11 | Sophia Thomalla / Slang kriminell    |                    | Iad Aslan, Nico Chiara        | 3:02  |
| 12 | Skit                                 |                    |                               | 2:11  |
| 13 | Unsichtbar                           |                    | Iad Aslan, Nico Chiara        | 2:40  |
| 14 | Mercedesstern                        |                    | C-Wash                        | 3:26  |
| 15 | Du hast den schönsten Arsch der Welt |                    | Oster, Iad Aslan, Nico Chiara | 3:34  |
| 16 | Moderne Sklaverei (Acapella)         |                    | Fler                          | 1:23  |
| 17 | Unterwegs                            | Sentino            | Oster                         | 4:02  |
| 18 | Infrared                             |                    | Iad Aslan                     | 3:29  |

## Rezeption
| Professionelle Bewertungen | Professionelle Bewertungen |
| -------------------------- | -------------------------- |
| Kritiken                   |                            |
| Quelle                     | Bewertung                  |
| Juice                      | [ 11 ]                     |
| Laut.de                    | [ 12 ]                     |
| rappers.in                 | [ 13 ]                     |
| Backspin                   | [ 14 ]                     |

Vibe erhielt überwiegend positive Kritiken. Das Hip-Hop-Magazin Juice bewertete Vibe mit 4,5 von 6 möglichen Kronen. Redakteur Jakob Paur lobte insbesondere den zeitgemäßen Klang und den im Vergleich zu vorhergehenden Fler-Veröffentlichungen fast völligen Verzicht auf Disses gegen seine musikalischen Konkurrenz: „Im Gegensatz zum Großteil seiner Widersacher und Konkurrenten hatte Fler die DNA des zeitgeistigsten Sounds wieder vollends entschlüsselt: Rollende Subbässe, fehlerlos vorgetragener Stop-n-Go-Flow, erneute Ohrwurm-Hook. So wird das mehrmals verschobene und umbenannte Vibe als vermeintliches Spätwerk zum Opus Magnum.“ Negativ wurde hingegen explizit der Titel Du hast den schönsten Arsch der Welt erwähnt. Das Hip-Hop-Magazin Backspin vergab 8 von 10 Punkten für das Album und schrieb: „Fler legt das beste Album seiner bisherigen Karriere vor.“
Das Online-Musikmagazin Laut.de vergab vier von fünf Sternen für das Album. Rezensent Stefan Johannesberg bezeichnete Vibe als Flers „bislang bestes Album“ und hob dabei besonders den Track Episch als besten Song des Albums hervor. Auch laut Aria Nejati von Hiphop.de habe Fler mit Vibe „das beste Album seiner langen Karriere auf die Beine gestellt“. Der Berliner habe es geschafft, „Attitüde und Atmosphäre auf Albumlänge optimal zu verknüpfen“.
Florian Peking schrieb für MZEE, Fler präsentiere mit Vibe einen „modernen Rap-Soundentwurf, der sich trotz eindeutiger US-Rap-Anleihen wirkungsvoll vom zunehmenden Trap-Einheitsbrei abheben kann“. Auch wenn Flers Texte noch immer vor „Stumpfheit und Arroganz“ strotzen, biete das Album ein „hörenswertes Gesamtbild“. Er hob den Track Lifestyle der Armen und Gefährlichen besonders hervor, dieser zeichne sich „durch einen extrem gut produzierten Beat aus, der mit seiner kraftvollen Bassline die ignoranten Parts des Maskulin-Chefs perfekt unterstreicht“.
Yannik Gölz rezensierte Vibe für das Online-Magazin rappers.in und bewertete das Album mit fünf von sechs Punkten. Das Album verknüpfe „großartige Produktion mit stilsicher integrierten Südstaatenflows“ und setze dabei „Charme und Persona des Maskulin-Oberhaupts wunderbar in Szene“. Besonders lobte er die Instrumentals, die „gigantisch, glänzend und monumental im Raum stehen“, kritisierte jedoch auch Flers Vortragsweise als teilweise „klotzig und ungelenk“. Insgesamt wisse Fler aber trotz seiner Schwächen, „sein ästhetisches Gespür und seine Berliner Erfahrungen perfekt Hand in Hand gehen zu lassen“.
Tristan Heming urteilte anlässlich einer Kolumne über den Kollegah-Disstracks Fanpost 2 im Online-Magazin Splash! Mag über Vibe: „Flers neues Album „Vibe“ setzt mehr neue Impulse, bringt mehr neue Soundbilder nach Rap-Deutschland, als Kolle es in seiner gesamten Karriere getan hat. Fler hat mit Vibe vermutlich eins der besten Deutschrap-Alben der letzten Jahre produziert.“
Der Rapper Shindy bezeichnete Vibe in einem Video-Interview mit Backspin als „wahrscheinlich das beste Fler-Album seit langem“.

## Chartplatzierungen
Vibe stieg am 9. September 2016 auf Platz 1 in die deutschen Albumcharts ein und belegte in der folgenden Woche Rang 12. Das Album konnte sich fünf Wochen in den Top 100 halten. Für Fler ist es somit nach Keiner kommt klar mit mir das zweite Nummer-Eins-Album der Karriere. Zudem belegte das Album in derselben Woche den ersten Platz in den deutschen Hip-Hop-Charts und blieb dort insgesamt sieben Wochen in den Top 20. In Österreich und in der Schweiz erreichte das Album ebenfalls die Spitzenposition der Charts.
| ChartsChartplatzierungen | Höchstplatzierung | Wochen |
| ------------------------ | ----------------- | ------ |
| Deutschland (GfK)        | 1 (5 Wo.)         | 5      |
| Österreich (Ö3)          | 1 (4 Wo.)         | 4      |
| Schweiz (IFPI)           | 1 (5 Wo.)         | 5      |

Nach Angaben des Künstlers selbst verkaufte sich Vibe in der ersten Verkaufswoche 18.000 Mal. Bis Mitte Februar 2017 soll das Album nach Angaben Flers über 40.000 Einheiten abgesetzt haben.  Diesen Zahlen wurde anschließend von Hadi El-Dor, dem Künstlermanager des Rappers Manuellsen, widersprochen. Hiphop.de bezifferte die Verkaufszahlen von Vibe in Deutschland bis zum 19. Februar 2017 daraufhin auf 33.852 Einheiten.

## Auszeichnungen
Sowohl bei den Juice Awards 2016 wie auch bei den Hiphop.de Awards 2016 wurde Vibe in der Kategorie Bestes Album (National) bzw. Bestes Relase (National) nominiert. Beide Preise konnte Vibe nicht gewinnen. Bei den Hiphop.de Awards 2016 belegte es dabei hinter dem Album Palmen aus Plastik von Bonez MC und RAF Camora den zweiten Platz.
In den Hip-Hop Redaktionsjahrescharts 2016 des Online-Musikmagazins Laut.de belegte Vibe Platz 19.